# Lucy van Pelt
Lucille "Lucy" van Pelt è un personaggio immaginario e una co-protagonista della striscia a fumetti Peanuts, scritta e disegnata da Charles Schulz. È una ragazzina bisbetica e cinica, sorella maggiore di Linus e Replica.

## Caratteristiche
Lucy fa la sua prima apparizione nella striscia del 3 marzo 1952 come una bambina dagli occhi sgranati che tormenta di continuo i genitori. Si evolve poi in una ragazzina tendenzialmente prepotente, arrogante e piantagrane, che deride o picchia con facilità chi vuole. Suo bersaglio preferito è Charlie Brown, da lei spesso angariato o preso in giro. Particolarmente celebre, in proposito, è la gag (riproposta numerose volte e in molte varianti) in cui Lucy lo invita a calciare un pallone da football americano che lei tiene a terra, togliendoglielo però regolarmente all'ultimo momento da davanti ai piedi e mandandolo a gambe all'aria. Maltratta spesso anche il fratellino Linus, che però trova spesso modi creativi per difendersi.
È perennemente innamorata di Schroeder, che non corrisponde i suoi sentimenti. Spesso Lucy lo ascolta suonare appoggiata al suo pianoforte, infastidendolo non poco e ricevendo risposte di rifiuto sottili e sarcastiche, quando non brutali. Tiene inoltre in strada un chiosco da psichiatra, che costa cinque centesimi a visita. Ne fa uso regolarmente Charlie Brown, uscendone però spesso più depresso che rinfrancato, anche perché Lucy tende a sminuire il problema che lui accusa. Gioca anche nella squadra di baseball di quest'ultimo, ma con scarsi risultati.